# Зул (язык)
Зул (также мбарми, барма; англ. zul, mbarmi, barma; самоназвание: bi zule) — чадский язык (или диалект), распространённый в центральных районах Нигерии. Входит в кластер польчи подгруппы барава группы южные баучи западночадской языковой ветви. Наиболее близкими для него являются языки барам, польчи и лури.
Численность говорящих — около 4000 человек (2014).
Язык зул характеризуется многими типичными для чадской семьи фонологическими и морфологическими признаками: наличием фонологических тонов, как с лексическим, так и с грамматическим значением; распространением имплозивных, преназализованных смычных и латеральных фрикативных согласных; отсутствием грамматической категории рода; наличием нескольких рядов личных местоимений — самостоятельных и субъектных приглагольных (различных для разных видо-временны́х форм) и т. д. Кроме того, в языке зул наблюдается нехарактерная для чадских языков назализация гласных, а также отмечены утрата противопоставления по числу в системе имён и отсутствие вспомогательных глаголов.
Статус идиома зул как языка не является общепризнанным: в разных классификациях чадских языков зул может рассматриваться и как самостоятельный язык, и как диалект языка польчи. С недавнего времени для языка зул разрабатывается письменность на основе латинского алфавита.

## О названии
Самоназвание языка зул — bi zule, самоназвание носителей языка зул — nya zule (в единственном числе), man zule (во множественном числе). В языках соседних народов название этнической общности зул (ман зуле) звучит как зулава (zulawa). Известны локальные названия языка зул — мбарми (mbarmi) и барма (barma). Возможно, эти варианты названия получили распространение из-за того, что в ранних исследованиях языков региона Баучи «зул» и «барам» рассматривались как наименования одного и того же языка. Между тем, барам (или барма, мбарма, мбарам) является отдельным, пусть и близким и даже относительно взаимопонимаемым с зул, диалектом или языком. Слово m̀bə́rə̀mè «человек» в языке зул, созвучное с самоназванием идиома и этнической общности барам, свидетельствует о том, что название «зул», вероятнее всего, является инновацией. В других языках кластера польчи отмечаются такие слова со значением «человек», как mbáàm (польчи), mbarə́m (ньямзак), mbə́rə́m (дир), mbàrám (лури).

## Классификация
Язык (или диалект) зул входит в состав кластера польчи. Вместе с зул в состав этого языкового/диалектного объединения, образующего диалектный континуум, также включаются идиомы барам, дир (барам-дутсе), були, лангас (ньямзак, лундур), собственно польчи и вымерший лури.
В соответствии с классификацией чадских языков, предложенной американским лингвистом П. Ньюманом, кластер польчи вместе с языками и кластерами богхом (боггом), дасс (дас) (включая дотт, или дот), геджи, гурунтум, гуус (сигиди), джими, джу, мангас, заар (сайанчи), зари (закши) и зеем входит в группу заар западночадской языковой ветви (в других классификациях, включая классификацию, опубликованную в Лингвистическом энциклопедическом словаре в статье В. Я. Порхомовского «Чадские языки», данная группа упоминается под названием южные баучи). Согласно исследованиям П. Ньюмана, кластер польчи в пределах группы заар (или B.3) включается в подгруппу языков собственно заар, сама же группа входит в подветвь западночадских языков B, или баучи-баде. Эта классификация приведена, в частности, в справочнике языков мира Ethnologue. Языки мбарми (зул), дир (барам-дутсе) и були включаются в группу южные баучи (заар) подветви языков баучи-баде также и в классификации, опубликованной в работе С. А. Бурлак и С. А. Старостина «Сравнительно-историческое языкознание».

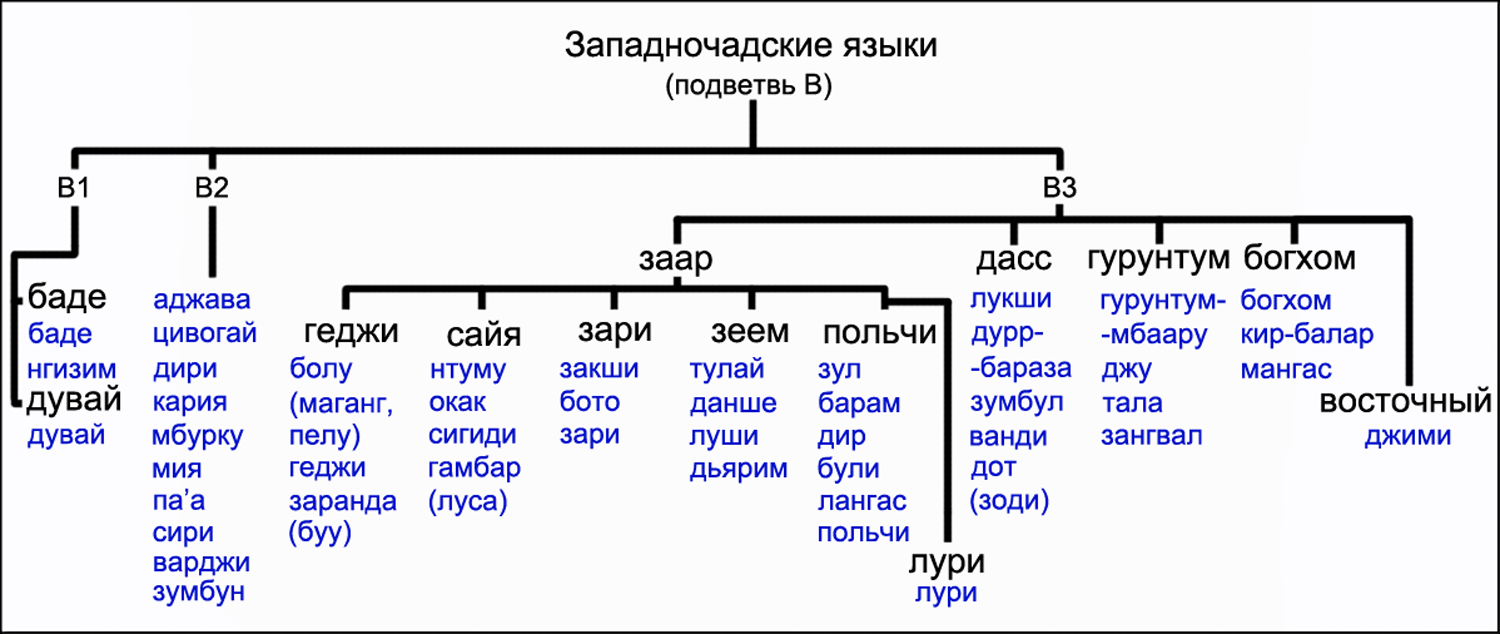
Языки подветви B (баучи-баде) (по данным издания Ethnologue)

В базе данных по языкам мира Glottolog даётся более подробная классификация языков группы южные баучи (заар), составленная на основе работ К. Симидзу и Б. Карона. В ней идиом зул наряду с идиомами барам, були (польчи), дир, лангас и собственно польчи представляют кластер польчи, который вместе с языком лури отнесён к объединению языков ньямзак. Языки ньямзак и противопоставленное им объединение языков геджи образуют более крупное объединение языков северо-западные южные баучи, которое, в свою очередь, включается в подгруппу языков западные южные баучи. Подгруппы западные и восточные южные баучи составляют группу западночадских языков B.3 (иначе заар или южные баучи). В пределах западночадской подветви B группа B.3 противопоставлена двум группам B.1 и B.2.

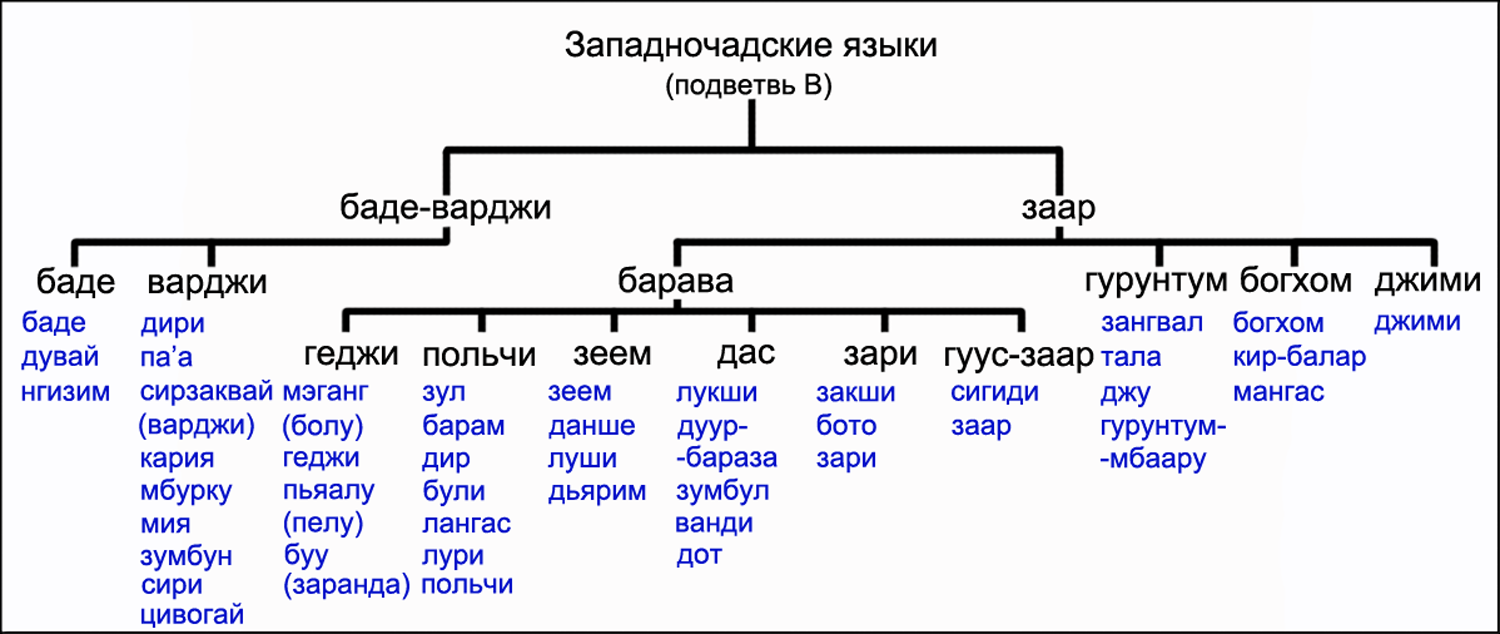
Языки подветви B (баучи-баде) (согласно публикациям Р. Бленча)

В классификациях афразийских языков чешского лингвиста В. Блажека и британского лингвиста Р. Бленча предлагаются иные варианты состава и родства языков подгруппы заар (барава) и иная точка зрения на место этой подгруппы в рамках западночадской ветви языков.
Так, в классификации В. Блажека кластер польчи отнесён к подгруппе языков заар, в которой представлены языки и кластеры заар (сайа), дасс, зеем и геджи. Подгруппа заар вместе с подгруппами богхом (боггом) и гурунтум в данной классификации являются частью группы южные баучи, которой противопоставлена группа, объединяющая языки северные баучи и баде-нгизим.
В классификации Р. Бленча, схожей с классификацией В. Блажека (с отличиями в основном в терминологии), кластер польчи вместе с кластерами геджи, зеем, дас, зари и гуус-заар образуют подгруппу барава (у В. Блажека — заар), противопоставленную подгруппам гурунтум, богхом (боггом) и языку джими в рамках группы заар (у В. Блажека — южные баучи). Группа заар и группа баде-варджи с подгруппами баде и варджи (у В. Блажека — северные баучи и баде-нгизим), в свою очередь, формируют подветвь западночадских языков B.

## Языковой статус
Зул и другие идиомы кластера польчи в исследованиях разных авторов описываются либо как отдельные близкородственные языки, либо как диалекты (части диалектного пучка), сводимые в один или в два языка.
Так, например, в классификации чадских языков, представленной в справочнике Ethnologue, кластер польчи рассматривается как язык, а идиом зул вместе с остальными идиомами кластера польчи рассматриваются как диалекты этого языка. Исключением является лури, выделенный как самостоятельный язык в составе подгруппы собственно заар. Точно так же все идиомы кластера польчи, кроме лури, отмечены как диалекты одного языка в базе данных Glottolog.
Между тем, согласно классификации чадских языков, опубликованной в работах британского лингвиста Р. Бленча, зул и ещё шесть идиомов кластера польчи рассматриваются как самостоятельные языки. Также перечислены как отдельные языки идиомы мбарми (зул), дир (барам-дутсе) и були в классификации, представленной в исследовании «Сравнительно-историческое языкознание».
Как самостоятельные языки идиомы кластера польчи, включая зул, рассматривал вслед за К. Симидзу французский исследователь Б. Карон. Но в своей более поздней работе он предложил сгруппировать идиомы кластера польчи в два языка. В опубликованной Б. Кароном классификации 2011 года в ареале польчи выделен язык дир, включающий диалекты зул, барам и собственно диир (дир), и язык польчи, включающий диалекты були, лангас (в том числе вымерший лури), лундур и собственно польчи.
В число наиболее близких к языку зул идиомов Б. Карон включает языки/диалекты барам и дир. Иначе рассматривает сходство языков кластера польчи Р. Бленч, который отмечает наибольшую близость зул с идиомами польчи и лури, а также упоминает о взаимопонимаемости зул с языком (или диалектом) мбарам (барам).

## Лингвогеография

### Ареал и численность

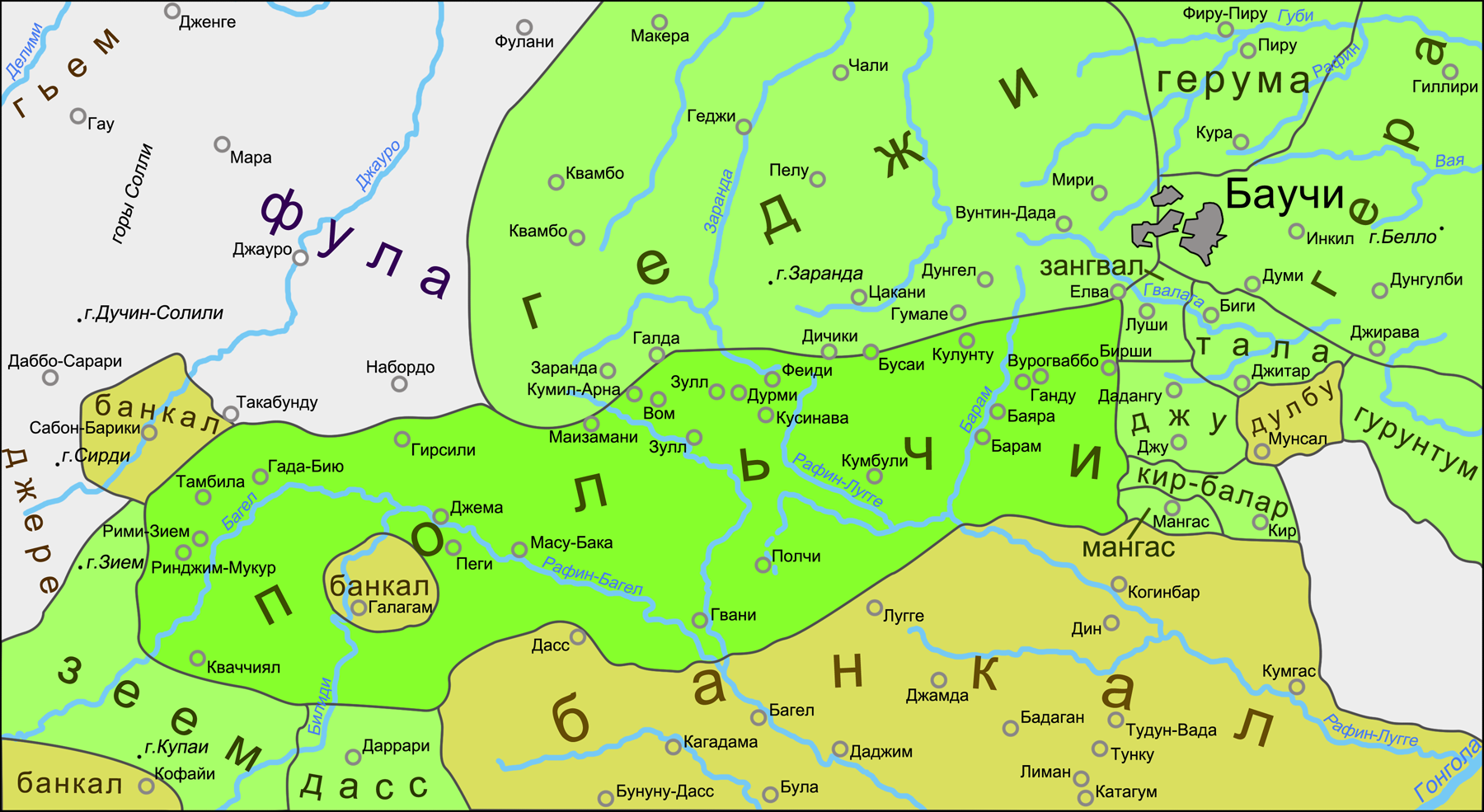
Ареал языков/диалектов польчи

Язык зул распространён в центральной Нигерии — в 15 селениях, размещённых на территории штата Баучи, в районах Баучи и Торо. Селения Зул, Зулгами, Дафасу, Насира, Тудун Вада Барайя, Вум, Кадаге, Нахуда Тинтин, Тинтин, Унгувар Рого, Хакайяши, Бимия, Балкери, Кобонка и Унгван Вомбаи расположены к югу от горы Заранда, к юго-западу от города Баучи и к северу от населённого пункта Гвани.
Ареал языка зул находится в центральных и северных районах области распространения языков/диалектов польчи, по соседству с ареалами остальных идиомов этого кластера. Кроме того, к северу от ареала зул расположены ареалы западночадского языка геджи, а к югу — ареал бантоидного языка джаравской группы банкал.
Численность говорящих на языке зул по данным 1971 года составляла около 2400 человек; по данным 1995 года, представленным в справочнике Ethnologue, на зул говорило около 2000 человек. Р. Бленч замечает противоречивость сведений о численности носителей языка зул в разных источниках; по его собственным оценкам, в настоящее время на зул говорит не менее 4000 человек (2014).

### Социолингвистические сведения
Несмотря на небольшое число носителей, положение языка зул в отношении степени сохранности рассматривается как относительно стабильное. Ранее считалось, что зул находится на грани исчезновения, приводились разного рода данные о снижении числа говорящих на этом языке. Такой взгляд на положение языка зул отчасти сохраняется и в настоящее время. Зул включется в список исчезающих языков, например, в онлайн-проекте The Endangered Languages Project. Между тем, согласно последним исследованиям, численность носителей языка зул на самом деле напротив увеличивается, устойчиво сохраняется передача языка младшему поколению — в настоящее время на зул говорят все поколения этнической общности зулава, включая детей. В то же время распространение хауса как второго языка, особенно среди молодёжи, характерное для всей северной Нигерии, отмечается и среди зулава.
По вероисповеданию представители этнической общности зулава являются приверженцами традиционных верований, имеются также значительные по численности группы мусульман и христиан. Христиане-зулава менее подвержены ассимиляционным процессам; в частности, развитие письменности на родном языке поддерживается только в христианской общине.

## Письменность
Зул являлся до недавнего времени языком исключительно бытового общения. В настоящий момент для этого языка разрабатываются основы орфографии и письменность на базе латинского алфавита. Согласно сведениям Р. Бленча, в последнее время в среде представителей этнической общности зулава (прежде всего, в христианских общинах) отмечается заметный рост интереса к родному языку, стремления к его сохранению и развитию. С 2006 года стали появляться письменные публикации на язык зул, начат перевод Библии.

## Лингвистическая характеристика

### Фонетика и фонология

#### Гласные
Для вокализма языка зул характерна стандартная для западночадских языков шестифонемная система:
| Подъём  | Ряд      | Ряд     | Ряд    |
| Подъём  | Передний | Средний | Задний |
| ------- | -------- | ------- | ------ |
| Верхний | i        | ɨ       | u      |
| Средний | e        |         | o      |
| Нижний  |          | a       |        |

В некоторых словах встречаются назализованные гласные, которые для чадских языков в целом нехарактерны: də̀rzĩ́ «коврик зана»; gə̀ʒẽ́ «древесный уголь»; gùẽ́ «вождь, король».
Также имеются немногочисленные примеры минимальных пар, в которых противопоставляются долгие и краткие гласные (большей частью /o/):
- dòmí «собираться вместе» — dòòmí «мёд»;
- kòní «восхищаться» — kòòní «засохнуть»;
- wòlí «лист» — wòòní «кто?»

В прочих примерах отмечаются тональные различия в долгом гласном, что говорит скорее о наличии двухфонемного сочетания, чем о долготе этого гласного:
- cètí «срывать» — céètè «играть»;
- káɲ «хищник» — kàán «затем, тогда».

Вероятнее всего, оппозиция долгих и кратких гласных в системе вокализма языка зул не является фонематической.
В небольшом числе слов в конечной позиции представлены сочетания -ay и -aw: pã́y «смежная стена»; ɓay «прикреплять»; káráwkáràw «белка». В вопросительном слове «как?» сочетание гласных может интерпретироваться двояко: как последовательность двух гласных с разными тонами, высоким и низким — ráù, или как гласная с одним нисходящим тоном — râw.

#### Согласные
Система консонантизма языка зул включает 28 фонем (в парах согласных слева приведены глухие согласные, справа — звонкие):
| по способу образования    | по месту образования | по месту образования | по месту образования | по месту образования | по месту образования | по месту образования | по месту образования |
| по способу образования    | губные               | переднеязычные       | переднеязычные       | переднеязычные       | дорсальные           | дорсальные           | глоттальн.           |
| по способу образования    | губно- губные        | зубные               | альвеол.             | пост- альвеол.       | средне- язычные      | задне- язычные       | глоттальн.           |
| ------------------------- | -------------------- | -------------------- | -------------------- | -------------------- | -------------------- | -------------------- | -------------------- |
| взрывные                  | p b                  |                      | t d                  |                      |                      | k g                  | ʔ                    |
| имплозивные               | ɓ                    |                      | ɗ                    |                      |                      |                      |                      |
| аффрикаты                 |                      |                      |                      | t͡ʃ d͡ʒ                |                      |                      |                      |
| фрикативные               |                      | θ                    | s z                  | ʃ ʒ                  |                      | ɣ                    | h                    |
| латеральные фрикативные   |                      |                      | ɬ ɮ                  |                      |                      |                      |                      |
| носовые                   | m                    |                      | n                    |                      | ɲ                    | ŋ                    |                      |
| одноударные               |                      |                      | ɾ                    |                      |                      |                      |                      |
| аппроксиманты             | w                    |                      |                      |                      | j                    |                      |                      |
| латеральные аппроксиманты |                      |                      | l                    |                      |                      |                      |                      |

Фонема /θ/, реже всех остальных согласных встречающаяся в языке зул, является нетипичной для чадских языков; между тем она известна в джукуноидных языках центральной Нигерии. Данная фонема присутствует в таких лексемах, как kòrθə̀ mə́tlì «старая женщина»; máθè «соль»; ǹgèθé «грудь». Гортанная смычка /ʔ/ встречается только в интервокальной позиции — главным образом, перед гласными переднего ряда: dàʔá «нет», «не»; ɓùláʔì «река»; hòʔí «мыть».
В консонантной системе языка зул при определённых условиях возможна лабиализация и палатализация согласных. В позиции начала слова и почти всегда перед гласным среднего ряда нижнего подъёма /a/ отмечаются лабиализованные согласные gw, kw, ɣw: gwàgə̀mí «наше»; но ǹgʷòtí «ломать»; «разбивать»; kwani «любоваться»; ɣwánùm «девять»; но ɣʷùndírí «прятаться». Палатализованные согласные встречаются редко, смягчение возможно для некоторых согласных в следующих случаях: ɓy (ɓyǎrì, или ɓìárì «братья»); gy (gyàɬí «смеяться»); ky (kyárè «луна»); mby (m̀byéʔì «скучный»); my (myàkán, или mìákàn «три»); wy (háwyè «десять» — в составных словах).
Палатализованный альвеолярный носовой рассматривается как самостоятельная фонема — палатальная носовая согласная /ɲ/, отмечаемая обычно в начале слова: ɲámə̀tlì «дочь», «девочка». Появление этой фонемы в середине слова встречается в единичных случаях: bàɲìtə̀né «усталость»; lə̀ríɲá «малыш», «ребёнок». Иногда /ɲ/ встречается в конце слова: kéɲ «ястреб»; ǹgə̀léyɲ «бледность».
В языке зул возможна преназализация гоморганных согласных. В начале слова перед преназализованной согласной в носовом призвуке слышно изменение тона, в то время как в середине слова тональные различия не отмечаются.
Преназализованная /mb/ встречается перед любой гласной главным образом в начале слова: m̀bátlì «сердце»; m̀bə̀lí «возрастать»; m̀bíyàtì «пинать»; m̀bórì «лев»; m̀búrɬì «окра»; но bómbò «кокойям» (термин, объединяющий плоды таро и ксантосомы); cémbə̀rì «дронго»; kòmpó «вторник».
Альвеолярный носовой призвук с понижением тона также может предшествовать большинству согласных в начале слова: ǹdá «падать»;
ǹgàsí «кусать»; ǹnòyí «созревать». Как и в случае с преназализованной /mb/, в сочетании n- с другими согласными в середине слова изменение тональности носового отсутствует: ɓòndí «дымка», «туман»; dánzì «дагусса»; dlàntə̀né «сражение»; mə́nʧìnì «лекарь», «знахарь».
Иногда тональность может нести на себе сонорная /r/; при сравнении слов с подобными случаями с когнатами в родственных языках, выясняется, что тон, вероятнее всего, перешёл на сонорную с выпавшей между согласными гласной: kr̀í «хвост» (kiir — в языке гуус, kíl — в языке заранда); pr̀sí «лошадь».

#### Просодия
Зул является тональным языком. Для него характерно наличие двух основных тоновых уровней: высокого и низкого. При этом примеры слов, которые бы различались только тонами слогов, довольно редки: bì «дать» — bí «язык, рот»; mì «нас» — mí «меня»; ɓálì «коровий горох» — ɓàlí «связать»; kórì «курица» — kòrí «разрыхлять». В некоторых случаях в позиции после палатальных и губных согласных наблюдается изменение частоты тона — повышение или понижение. В этой ситуации речь идёт скорее о последовательности из двух гласных, чем о наличии нисходящих и восходящих тонов: ɓyǎrì (или ɓìárì) «братья»; râw (или ráù) «как?»; myǎkàn (или mìákàn) «три».
В словах с тремя или четырьмя слогами, в которых последние два слога высокие, наблюдается понижение тона второго высокого слога — даунстеп: jìmínꜜá «страус»; wùtə́rꜜí «жарить». В то же время данное явление встречается не во всех словах такого типа.

### Морфология
В числе характерных черт морфологии языка зул отмечается наличие развитой местоименной системы, несущей на себе показатели времени, вида и наклонения (в некоторых случаях на время могут указывать и наречия). Подобные системы местоимений широко распространены в языках центральной Нигерии. Настоящее длительное (продолженное) время дополнительно маркируется вспомогательными словоформами, остальные временные категории выражаются только с помощью местоимений. В выражении числа местоимений ведущую роль играют тональные различия: в категориях настоящего времени / имперфекта местоимения единственного числа отмечены высоким тоном, соответствующие им формы множественного числа — низким тоном. Форма нейтрального местоимения à может выражать как единственное, так и множественное число. Также в языке зул наблюдаются некоторые признаки упрощения морфологической системы — отсутствие грамматической категории рода, отсутствие различия по числам в именах и почти полное отсутствие вспомогательных глаголов.

#### Видо-временные формы
В языке зул отсутствуют явные указания на время, вид и наклонение в глаголах. Показатели времени и вида обычно несут на себе местоимения.
Личные местоимения языка зул во временных формах:
| Форма                      | Единственное число | Единственное число | Единственное число   | Множественное число | Множественное число | Множественное число |
| Форма                      | 1-е лицо           | 2-е лицо           | 3-е лицо             | 1-е лицо            | 2-е лицо            | 3-е лицо            |
| Форма                      | я                  | ты                 | он, она, оно         | мы                  | вы                  | они                 |
| -------------------------- | ------------------ | ------------------ | -------------------- | ------------------- | ------------------- | ------------------- |
| Субъектная (перфектная)    | à                  | kɨ̀                 | tì                   | mɨ̀                  | kɨ̀n                 | wù                  |
| Презенс (длительное время) | ámì                | kɨ́                 | tí (он, она) à (оно) | mɨ̀n                 | kɨ̀n                 | wì                  |
| Презенс (имперфект)        | ám(í)              | kí                 | tɨ́ (он, она) à (оно) | mì                  | kì                  | wì                  |
| Субъектная (будущее время) | àá                 | kìí                | tìí                  | mí                  | kí                  | wí                  |

Выражение завершённости действия (по терминологии Р. Бленча, форма перфекта): à ɗír sèkɨ̀nì «Я пришёл сегодня» — à (местоимение 1-го лица единственного числа в перфектной форме) ɗír (глагол «приходить») sèkɨ̀nì («сегодня»).
Выражение действия, совершающегося в определённый момент настоящего времени (с помощью словоформы den, предшествующей глаголу, и tɨ̀nè, стоящей после глагола): wì dèn ɗír tɨ̀nè «Они приходят» — wì (местоимение 3-го лица множественного числа в форме настоящего длительного времени) dèn (имперфектная словоформа) ɗír (глагол «приходить») tɨ̀nè (имперфектная словоформа). Тон в словоформе den изменяется под влиянием предшествующего ему местоимения: wì dèn ɗír tɨ̀nè (низкий тон после wì), но ám(ì) dén ɗír tɨ̀nè «Я прихожу» (высокий тон после ám(ì)).
Выражение действия без указания на момент завершения или прекращения: ám(í) rá ɗè «Я здесь» — ám(í) (местоимение 1-го лица единственного числа в форме презенса/имперфекта) rá (копула) ɗè (наречие «здесь»). При изменении тональности в местоимении изменяется тон в связке, а за ней и в наречии: kì rà ɗé «Вы здесь». В отличие от остальных местоимений единственного числа в нейтральном местоимении 3-го лица à тон совпадает с тональностью местоимений множественного числа: à rà ɗé «Оно здесь». Формы местоимений настоящего времени / имперфекта схожи с соответствующими формами настоящего длительного времени, исключая замену в формах 2-го и 3-го лица единственного числа гласных переднего и среднего ряда и отсутствия и различием в формах 2-го лица множественного числа.
Выражение действия, происходящего в будущем: mí ɗír gɨ̀nì «Мы придём завтра» — mí (местоимение 1-го лица множественного числа в форме будущего времени) ɗír (глагол «приходить») gɨ̀nì («завтра»). Формы местоимений будущего времени образуются в единственном числе удлинением гласной с повышением тона, во множественном числе — изменением тона гласной с низкого на высокий.

#### Объектные местоимения
Личные местоимения языка зул в объектной форме:
| Единственное число | Единственное число | Единственное число | Множественное число | Множественное число | Множественное число |
| 1-е лицо           | 2-е лицо           | 3-е лицо           | 1-е лицо            | 2-е лицо            | 3-е лицо            |
| меня               | тебя               | его, её            | нас                 | вас                 | их                  |
| ------------------ | ------------------ | ------------------ | ------------------- | ------------------- | ------------------- |
| mí                 | kì                 | tì                 | mì                  | kɨ̀nè                | wùrì                |

Местоимения в объектной форме: à shín kì «Я увидел/видел тебя», à shín kɨ̀nè «Я увидел/видел вас».

#### Притяжательные местоимения
Притяжательные местоимения языка зул:
| Единственное число | Единственное число | Единственное число | Множественное число | Множественное число | Множественное число |
| мой                | твой               | его, её            | наш                 | ваш                 | их                  |
| ------------------ | ------------------ | ------------------ | ------------------- | ------------------- | ------------------- |
| nì                 | —                  | sì                 | mi                  | [gìì] nì            | zɨ̀nì                |

Посессивность в языке зул выражается при помощи показателя родительного падежа gì/gɨ̀ и форм притяжательных местоимений (формы местоимения «твой» не существует, посессивность по отношению ко 2-му лицу единственного числа определяется по умолчанию): kòbláŋ gɨ̀ nì «мой стул», kòbláŋ gì «твой стул», kòbláŋ gɨ̀ sì «его/её стул», kòbláŋ gɨ̀ mì «наш стул» и т. д.

#### Указательные местоимения
К числу указательных местоимений относят: tú «этот», tá «тот», jú «эти», já «те».

#### Числительные
Простые числительные от «одного» до «десяти», а также сложные числительные: числительные второго десятка на примере слова «одиннадцать», числительные, обозначающие десятки, на примере слова «двадцать» и числительные, обозначающие сотни, на примере слова «сто»:
| 1 | nə́m    |
| 2 | róp    |
| 3 | mìákàn |
| 4 | wùpsé  |
| 5 | nántàm |
| 6 | mùká   |
| 7 | ɲéndì  |

| 8   | wùzúpsè                |
| 9   | ɣwánùm                 |
| 10  | kúɬ                    |
| 11  | kúɬ cét nə̀m            |
| 20  | háwyé nə̀m              |
| 100 | zàŋgúnù, hàwyè nán tàm |

## Лексика
Помимо общечадских слов, в языке зул, как и во всех остальных чадских языках, имеются заимствования из арабского языка, из нило-сахарского языка канури, из родственного западночадского языка хауса и других престижных языков северонигерийского региона. Наиболее частотны заимствования из арабского языка; в частности, в зул встречается такой арабизм, как pirsi (в транскрипции Р. Бленча — pr̀sí) «лошадь». Одной из особенностей языка зул в сравнении с другими языками северной и центральной Нигерии является относительно небольшое число заимствований из языка хауса.

## История изучения
Язык зул, как и значительная часть остальных чадских языков, остаётся до настоящего времени малоизученным. До 2013 года все сведения о нём включали лишь небольшой список слов. Впервые круг языков группы южные баучи был определён японским лингвистом К. Симидзу; в составе этой группы он выделил подгруппу барава, куда включил среди прочих и язык зул. Исследование с классификацией языков южные баучи The Southern Bauchi group of Chadic languages: a survey report было издано в 1978 году. Спустя два десятилетия, в 1999 году Р. Коспер издал работу Barawa lexicon — сравнительный список лексики восьми языков группы южные баучи, включая зул (данная публикация получила негативный отзыв французского исследователя чадских языков Б. Карона). Кратко упоминается вопрос конструкций генитива в языке зул в работе Р. Коспера и Г. М. Гитала 2004 года Genitive Constructions in South Bauchi (West Chadic) Languages, Zul and Polci, with Comparisons to Ancient Egyptian. Впервые же основные сведения по языку зул были опубликованы британским учёным Р. Бленчем в 2013 году. В его статье An introduction to Zul содержатся расширенный список слов, основы фонологии и некоторые грамматические аспекты, прежде всего сведения о местоименной системе. Немногим больше данных имеется и о других языках кластера польчи. Это работы по языку польчи Chadic Wordlists: Volume I (Plateau-Sahel) 1981 года Ч. Крафта и Polci 1998 года Р. Коспера; разного рода исследования посвятил языкам группы южные баучи Б. Карон, в их числе Le Luri: Quelques Notes sur une Langue Tchadique du Nigeria 2004 года и Polci Languages 2005 года.
В настоящее время изучение языка зул, как и остальных языков штата Баучи, затруднено действиями террористических групп, совершающих нападения на общины этого региона. В частности, Р. Бленч работал с записями языка зул в городе Джос (штат Плато), находящемся в удалении от мест расселения этнической общности зулава. Продолжение исследований, в первую очередь, грамматики языка, по словам Р. Бленча, будет возможно, когда обстановка в регионе станет безопаснее.